# Розовобуза неразделка
Розовобузата неразделка (Agapornis roseicollis) е вид птица от семейство Папагалови (Psittaculidae). Видът е незастрашен от изчезване.

## Разпространение
Разпространен е в Ангола, Намибия и Южна Африка.